# FK Mińsk-2
FK Mińsk-2 (biał. ФК «Мінск-2») – białoruski klub piłkarski z siedzibą w Mińsku, grający w drugiej lidze białoruskiej.

## Historia
Chronologia nazw:
- 1992—1997: Źmiena Mińsk (biał. «Змена» (Мінск))
- 1997—2001: Źmiena-BATE Mińsk (biał. «Змена-БАТЭ» (Мінск))
- 2001—2005: Źmiena Mińsk (biał. «Змена» (Мінск))
- od 2006: FK Mińsk-2 (biał. ФК «Мінск-2»)

Klub został założony w 1992 jako Źmiena. Nazywał się też Źmiena-BATE. W 2006 odbyła się fuzja z klubem Tarpeda-SKA Mińsk i powstał klub pod nazwą FK Mińsk. Klub Źmiena-2 Mińsk stał nazywać się Źmiena Mińsk, a następnie FK Mińsk-2.

## Znani piłkarze
- Wasil Chamutouski (1994−95)
- Mikałaj Ryndziuk (1994−95)
- Jury Żaunou (1998)
- Michaił Siwakou (2002)